# Stilbohypoxylon hypoxylinum
Stilbohypoxylon hypoxylinum är en svampart som först beskrevs av Vincenzo de Cesati, och fick sitt nu gällande namn av L.E. Petrini 2004. Stilbohypoxylon hypoxylinum ingår i släktet Stilbohypoxylon och familjen kolkärnsvampar.   Inga underarter finns listade i Catalogue of Life.